# Dendrosoter sipius
Dendrosoter sipius är en stekelart som beskrevs av Nixon 1939. Dendrosoter sipius ingår i släktet Dendrosoter och familjen bracksteklar. Inga underarter finns listade i Catalogue of Life.